# Elizabeth Holmes
Elizabeth Anne Holmes (sinh ngày 3 tháng 2 năm 1984) là cựu nữ doanh nhân Hoa Kỳ, từng là người sáng lập và giám đốc điều hành của công ty Theranos. Trong năm 2015, Forbes bình chọn Holmes là tỷ phú nữ tự lập trẻ nhất thế giới (lúc 31 tuổi) vì Theranos trị giá $ 9 tỷ. Cô cũng được báo TIME chọn là một trong "100 người có ảnh hưởng nhất" của năm 2015. Năm sau Forbes xét lại giá trị tài sản của cô "từ $ 4,5 tỷ xuống thành con số không". Vào năm 2016, sau khi một loạt các điều tra báo chí và kiểm tra có đặt câu hỏi về tính xác thực về những tuyên bố của Holmes, TIME tường thuật, các công tố viên liên bang đã bắt đầu điều tra hình sự về khả năng lừa dối các nhà đầu tư và chính quyền về công nghệ thử nghiệm máu của cô. Theo sau sự tiết lộ về tiềm năng gian lận, Fortune gọi Holmes là một trong những "nhà lãnh đạo làm thất vọng nhất thế giới". Trong năm 2016, Trung tâm Dịch vụ Medicare và Medicaid cấm Holmes sở hữu, điều hành hoặc chỉ đạo một phòng thí nghiệm chẩn đoán cho một khoảng thời gian hai năm. Quyết định này được tường thuật là đang bị kháng cáo.

## Tiểu sử
Elizabeth Holmes sinh vào ngày 3 tháng 2 năm 1984 tại Washington, D.C.. Cha cô, Christian Holmes IV, đã làm việc ở Hoa Kỳ, châu Phi và Trung Quốc cho các cơ quan chính phủ như USAID. Mẹ cô, Noel Anne (nhũ danh Daoust), là nhân viên của quốc hội. Cô có một người anh em, Christian Holmes V, làm giám đốc quản lý sản phẩm tại Theranos. Một trong những tổ tiên của cô cũng là đồng sáng lập viên của công ty Fleischmann's Yeast.
Holmes theo học trường St. John's tại Houston. Trong lúc học tại trường này, cô có niềm yêu thích với việc lập trình máy tính và nó đã giúp cô bắt đầu việc kinh doanh đầu tiên của mình là bán các bản lập trình C++ cho các trường đại học ở Trung Quốc.

## Theranos
Năm 2003, lấy mục đích "dân chủ hóa nền y tế", Holmes thành lập công ty doanh nghiệp Real-Time Cures ở Palo Alto, tiểu bang California. Sau đó, cô đổi tên công ty thành Theranos (phối hợp chữ "therapy" và "diagnosis"), bởi vì cô tin rằng nhiều người có thành kiến với chữ "cure" (chữa bệnh). Khởi đầu, cô làm việc dưới hầm một nhà đại học. Một khóa học sau đó, cô bỏ học để có thể dành hết thời gian cho doanh nghiệp của mình. Cô thuyết phục được giáo sư Channing Robertson đến làm giám đốc cho công ty của mình.
Trong vòng 10 năm, công ty phát triển dần dần, được hùn vốn $400 triệu chỉ riêng Draper Fisher Jurvetson và Larry Ellison. Trong thời gian này, Theranos hoạt động kín đáo, giữ bí mật để tránh bị cạnh tranh và tránh bị những nhà đầu tư có thể góp tiền cho một kẻ cạnh tranh. Trong năm 2007, hãng đã đưa ba nhân viên cũ ra tòa, buộc tội họ đã không giữ bí mật doanh nghiệp.
Tới năm 2014, hãng có 500 nhân viên và trị giá hơn $9 tỷ. Holmes giữ kiểm soát hơn 50% phần của công ty.
Trong năm 2014, Holmes có 18 bằng sáng chế Hoa Kỳ và 66 bằng khác đứng tên mình. Holmes là nữ doanh nghiệp tỷ phú tự thân trẻ nhất trong danh sách Forbes 400, đứng hạng 111 với tài sản là $4,5 tỷ.
Tuy nhiên, trong tháng 10 năm 2015, một bài viết trên tờ Wall Street Journal nảy sinh những nghi ngờ đầu tiên về hiệu quả của các xét nghiệm máu. Cơ quan quản lý thực phẩm và dược phẩm Hoa Kỳ (FDA) vào cuộc điều tra. Theo một bài báo của The Wall Street Journal vào tháng 5/2016, Theranos buộc phải hủy hàng nghìn xét nghiệm.
Tháng 6 năm 2016, tạp chí Forbes ước tính giá trị của công ty Theranos chỉ khoảng 800 triệu đô la Mỹ và sửa ước tính tài sản Holmes xuống xấp xỉ con số không bởi vì tuy Holmes giữ 50% cổ phiếu công ty nhưng không phải là cổ phiếu ưu đãi, do đó trong trường hợp công ty phải thanh lý hoặc phá sản, tài sản của Holmes sẽ không còn gì.